# 米德維爾 (密蘇里州)
米德維爾（英語：Meadville）是位於美國密蘇里州林縣的城市。

## 人口
根據2020年美國人口普查的數據，米德維爾的面積為1.40平方千米，皆為陸地。當地共有人口415人，而人口密度為每平方千米296人。